# SpiderTech-C10
SpiderTech powered by C10 ist ein ehemaliges kanadisches Radsportteam.
Die Mannschaft wurde 2008 unter dem Namen Team R.A.C.E. Pro gegründet und nahm als Continental Team insbesondere an Radrennen der UCI America Tour teil. Manager ist Josée Larocque, die von dem Sportlichen Leiter Steve Bauer unterstützt wurde, der Ende der 1980er-Jahre ein erfolgreicher Radprofi war. Die Abkürzung R.A.C.E. steht für Racing Against Cancer Everywhere. 2011 erwarb die Mannschaft eine Lizenz als Professional Continental Team. Aus finanziellen Gründen beantragte das Team keine UCI-Lizenz für das Jahr 2013, hoffte aber im Jahr 2014 als UCI ProTeam an internationalen Wettbewerben teilnehmen zu können. Mangels hinreichenden Sponsorengeldern wurde dieses Projekt im Juni 2013 aber endgültig aufgegeben.

## Saison 2012

### Erfolge in der UCI America Tour
| Datum        | Rennen                                       | Kat. | Sieger            |
| ------------ | -------------------------------------------- | ---- | ----------------- |
| 21. Juni     | Kanadischer Meister – Einzelzeitfahren (U23) | CN   | Hugo Houle        |
| 24. Juni     | Kanadischer Meister – Straßenrennen          | CN   | Ryan Roth         |
| 3.–5. August | Gesamtwertung Tour of Elk Grove              | 2.1  | François Parisien |

### Erfolge in der UCI Europe Tour
| Datum     | Rennen       | Kat. | Sieger    |
| --------- | ------------ | ---- | --------- |
| 15. April | Tro-Bro Léon | 1.1  | Ryan Roth |

### Zugänge – Abgänge
| Zugänge        | Team 2011         | Abgänge        | Team 2012                    |
| -------------- | ----------------- | -------------- | ---------------------------- |
| Caleb Fairly   | HTC-Highroad      | Svein Tuft     | Orica GreenEdge              |
| Brian Vandborg | Saxo Bank-SunGard | Bruno Langlois | Garneau-Quebecor-Norton Rose |
| Bjorn Selander | Team RadioShack   | Charly Vives   | Garneau-Quebecor-Norton Rose |
| Raymond Künzli | Neoprofi          | Andrew Randell | Karriereende                 |
|                |                   | Mark Batty     | Unbekannt                    |

### Mannschaft
| Name                     | Geburtstag         | Nationalität       | Team 2013                         |
| ------------------------ | ------------------ | ------------------ | --------------------------------- |
| Ryan Anderson            | 22. Juli 1987      | Kanada             | Champion System                   |
| Zach Bell                | 14. November 1982  | Kanada             | Champion System                   |
| David Boily              | 28. April 1990     | Kanada             | Amore & Vita                      |
| Guillaume Boivin         | 25. Mai 1989       | Kanada             | Cannondale Pro Cycling            |
| Lucas Euser              | 5. Dezember 1983   | Vereinigte Staaten | UnitedHealthcare Pro Cycling Team |
| Caleb Fairly             | 19. Februar 1987   | Vereinigte Staaten | Garmin Sharp                      |
| Martin Gilbert           | 30. Oktober 1982   | Kanada             |                                   |
| Hugo Houle               | 27. September 1990 | Kanada             | AG2R La Mondiale                  |
| Raymond Künzli           | 1. September 1984  | Schweiz            |                                   |
| Kevin Lacombe            | 12. Juli 1985      | Kanada             | Karriereende                      |
| Simon Lambert-Lemay      | 16. Juli 1990      | Kanada             | Équipe Garneau-Québecor           |
| Flavio de Luna           | 26. Januar 1990    | Mexiko             | Team SmartStop-Mountain Khakis    |
| Jonathan Patrick McCarty | 24. Januar 1982    | Vereinigte Staaten | Bissell Cycling                   |
| François Parisien        | 27. April 1982     | Kanada             | Team Argos-Shimano                |
| Ryan Roth                | 10. Januar 1983    | Kanada             | Champion System                   |
| Will Routley             | 23. Mai 1983       | Kanada             | Accent Jobs-Wanty                 |
| Bjorn Selander           | 28. Januar 1988    | Vereinigte Staaten | Optum-Kelly Benefit Strategies    |
| Brian Vandborg           | 4. Dezember 1981   | Dänemark           | Cannondale Pro Cycling            |

## Platzierungen in UCI-Ranglisten
UCI America Tour
| Saison | Mannschaftswertung | Fahrerwertung          |
| ------ | ------------------ | ---------------------- |
| 2008   | 17.                | Ryan Roth (67.)        |
| 2009   | 4.                 | Kevin Lacombe (20.)    |
| 2010   | 2.                 | Ryan Roth (34.)        |
| 2011   | 6.                 | Svein Tuft (21.)       |
| 2012   | 9.                 | François Parisien (7.) |

UCI Europe Tour
| Saison | Mannschaftswertung | Fahrerwertung           |
| ------ | ------------------ | ----------------------- |
| 2010   | 62.                | Guillaume Boivin (174.) |
| 2011   | 47.                | Svein Tuft (159.)       |
| 2012   | 33.                | Guillaume Boivin (47.)  |

UCI Oceania Tour
| Saison | Mannschaftswertung | Fahrerwertung          |
| ------ | ------------------ | ---------------------- |
| 2009   | -                  | -                      |
| 2010   | 10.                | Guillaume Boivin (14.) |
| 2011   | -                  | -                      |
| 2012   | -                  | -                      |